# Tjekkiet
Tjekkiet (tjekkisk: Česko), officielt Den Tjekkiske Republik (tjekkisk: Česká republika) er et land i Centraleuropa. Det grænser op til Tyskland mod vest, Østrig mod syd, Slovakiet mod øst og Polen mod nordøst. Tjekkiet har et samlet areal på 78.866 og landareal på 77.247 kvadratkilometer. Det meste af landet har et tempereret fastlandsklima. Enhedsstaten Tjekkiet er en parlamentarisk republik. Det er hjemsted for cirka 10,5 millioner indbyggere, hvoraf 1,3 millioner bor i hovedstaden Prag. Prag er også landets største by. Tjekkiet omfatter de tre historiske regioner Bøhmen, Mähren og Tjekkiske Schlesien.
I 1989 gennemlevede det gamle Tjekkoslovakiet den fredelige Fløjlsrevolution, og landet blev pr. 1. januar 1993 delt i Tjekkiet og Slovakiet. Tjekkiet blev medlem af NATO i 1999 og den 1. maj 2004 medlem af EU. Landet er desuden medlem af FN, OECD, OSCE og Europarådet. Tjekkiet er et industrielt højindkomstland med en høj levestandard. Ifølge UNDP var Tjekkiet i 2018 det 27 . mest udviklede land i verden. Det er også verdens 6. mest fredelige land[kilde mangler] og har desuden en høj grad af demokratisk styre. Tjekkiet har den laveste arbejdsløshed i hele EU.[kilde mangler]

## Etymologi
Det ældre danske navn ”Bøhmen” stammer fra latin ”Bioihaemum”, der betyder ”bøhmernes hjem”. Det nuværende navn kommer af det tjekkiske endonym Čechy ved brug af den klassiske stavemåde Cžechy, der svarer til den polske stavemåde.
Traditionelt er Tjekkiet blevet inddelt i landområder: Bøhmen (Čechy) i vest, Mæhren (Morava) i sydøst, og Tjekkiske Schlesien (Slezsko; et lille stykke af den historiske egn Schlesien, der i dag ligger i Polen) i nordøst. Siden det 14. århundrede var landet kendt som ”Kongeriget Bøhmen”; før da var navne som ”Den bøhmiske krones lande”, ”De tjekkisk-bøhmiske lande”, ”Den bøhmiske krone”, ”Sankt Václavs kronlande” mv. Da Østrig-Ungarn blev opløst efter 1. verdenskrig, sluttede Tjekkiet og Slovakiet sig sammen i en ny stat, der blev døbt Tjekkoslovakiet.
I kølvandet på Tjekkoslovakiets opløsning i slutningen af 1992 antog den tjekkiske del af landet navnet Tjekkiet (Česko) eller Den Tjekkiske Republik (Česká republika); på engelsk bruges hyppigst navnet Czech Republic, skønt det tjekkiske udenrigsministerium i 1993 foreslog det alternative navn Czechia til brug i alle situationer på nær officielle dokumenter og navne på offentlige institutioner.

## Historie
Tjekkiet opstod som en selvstændig stat i slutningen af det 9. århundrede som Hertugdømmet Bøhmen, der var underlagt Stormähren. Med Stormährens fald i 907 overtog Bøhmen under přemysliderne rollen som områdets vigtigste magt. I 1002 blev hertugdømmet officielt anerkendt som en del af Det Hellige Romerske Rige af Tysk Nation. I 1198 rejste det sig som Kongeriget Bøhmen, der nåede sin største udstrækning i det 14. århundrede. Udover Bøhmen herskede den bøhmiske konge også over markgrevskaberne Mähren, Oberlausitz og Niederlausitz, samt de såkaldt schlesiske hertugdømmer. Kongen var som kurfyrste med til at vælge den tysk-romerske kejser og Prag var af flere omgange mellem det 14. og 17. århundrede kejserlig hovedstad. Det 15. århundredes protestantiske Hussitterkrige medførte bl.a., at Bøhmen blev ramt af økonomiske handelsblokader. Kongeriget måtte også modstå fem sammenhængende korstog, der alle var romerkirkens forsøg på at tvinge Bøhmen tilbage i den katolske fold.
Efter Slaget ved Mohács i 1526 blev Bøhmen gradvist indlemmet i det habsburgske monarki, der foruden Bøhmen bestod af Hertugdømmet Østrig og Kongeriget Ungarn. Den Bøhmiske Opstand (1618-20) mod de katolske habsburgere førte til Trediveårskrigen. Bøhmen tabte det afgørende slag ved Det Hvide Bjerg i 1620, hvorefter habsburgerne konsoliderede deres magt, udryddede protestantismen og genindførte katolicismen. De påbegyndte også en fortyskning af det bøhmiske samfund. Kongeriget Bøhmen blev ved det tysk-romerske riges opløsning i 1809 indlemmet i Kejserriget Østrig. I denne periode oplevede det tjekkiske sprog en opblomstring som følge af en voksende nationalromantik. De tjekkiske områder blev i løbet af det 19. århundrede kejserrigets industrielle kraftcenter. Tjekkiet udgjorde også den industrielle kerne i Republikken Tjekkoslovakiet, der blev dannet i 1918 ved Østrig-Ungarns opløsning. 
Tjekkoslovakiet formåede, som det eneste land i denne del af Europa, at bevare et demokratisk styre i mellemkrigsårene. Under 2. verdenskrig blev den tjekkiske del af Tjekkoslovakiet dog besat af Tyskland. Området blev befriet af sovjetiske og amerikanske tropper i 1945. Efter krigen blev størstedelen af Tjekkiets tysktalende befolkning udvist fra landet. Ved parlamentsvalget i 1946 vandt Det Tjekkoslovakiske Kommunistparti 114 ud af 300 mandater. I 1948 kuppede partiet imidlertid den fulde magt i landet, hvorefter Tjekkoslovakiet blev omdannet til en kommunistisk etpartistat under sovjetisk indflydelse. I 1968 kulminerede stigende en utilfredshed med styret i det såkaldte Pragforår, der dog sluttede brat med den militære indgriben fra Sovjetunionen.
Den første tjekkiske stat blev grundlagt den 1. januar 1969 under navnet Den Socialistiske Republik Tjekkiet. Landet indgik dog fortsat i en føderation med Slovakiet. I 1989 førte Fløjlsrevolutionen til det kommunistiske styres fald og Sovjetunionens militære tilbagetrækning. Den 6. marts 1990 blev Den Socialistiske Republik Tjekkiet omdøbt til Den Tjekkiske Republik. Den 1. januar 1993 opløste Tjekkoslovakiet sig selv, og føderationens konstituerende lande blev til de to selvstændige stater Tjekkiet og Slovakiet. Tjekkiet blev optaget i NATO i 1999 og EU i 2004.

## Geografi
Landet består af de to historiske landskaber Bøhmen og Mähren, samt en lille del af landskabet Schlesien.
Landet har landegrænse til Tyskland i nord og vest, Østrig i syd, Slovakiet i øst og Polen i nord.
Tjekkiet er et skovrigt land med bjerge mod nord og øst. Mod syd og sydvest er der højslette. Landet er ganske frodigt, takket være de mange floder, der gennemskærer landet. Af disse kan nævnes Elben og Moldau.

### De 10 største tjekkiske byer
Indbyggere 2005:
- Praha (dansk: Prag, tysk: Prag), 1.257.000
- Brno (tysk: Brünn), 371.371
- Ostrava (tysk: Ostrau), 313.000
- Plzeň (dansk: Pilsen, tysk: Pilsen), 164.000
- Olomouc (tysk: Olmütz), 101.000
- Liberec (tysk: Reichenberg), 98.000
- České Budějovice (tysk: Budweis), 96.000
- Hradec Králové (tysk: Königgrätz), 95.000
- Ústí nad Labem (tysk: Aussig an der Elbe), 94.000
- Pardubice (tysk: Pardubitz), 89.000

## Politik

### Administrativ inddeling
Siden 1. januar 2000 har Den tjekkiske republik bestået af 14 regioner (i henhold til Tjekkiets lov 129/2000 o krajích (om regioner), som erstattede den gamle paragraf 1/1993 i Tjekkiets konstitution o Vyšších územně správních celcích (om højere geo-administrative enheder)). Den tjekkiske republik består af tretten kraj (almindeligvis oversat med region, og en hovedstad (hlavní město; som har status som kraj). De 76 gamle distrikter (okresy, ental okres) eksisterer fortsat og har forskellige dele af statsadministrationen, f.eks. retsvæsen.

### International pressefrihed
- Pressefrihedsindeks: Arkiveret 5. december 2003 hos  Wayback Machine Rangeret 41 ud af 139 lande.

## Mad og drikke
Karakteristisk for den varme mad i Tjekkiet er tjekkisk knedlík, der findes i flere variationer. De to hovedtyper er houskové knedlíky baseret på mel, gær og små brødstykker og bramborové knedlíky baseret på mel og kartofler. Begge typer laves ved at ælte en dej med æg og mælk, forme aflange klumper på størrelse med et lille brød og koge disse. De kogte dejstykker skæres i skiver med en tråd inden serveringen. Til dagligt købes de færdige. Der findes også runde knödeltyper, f.eks. med skinke, sauerkraut og/eller løgfyld og til dessert f.eks. ovocné knedlíky (frugtknödel), der er fyldt f.eks. med jordbær og ligeledes kogt.
Til knödel spises næsten altid en form for kød, rigeligt sovs og sauerkraut. De berømteste retter er svíčková der er oksemørbrad med knödel og en tyk sovs med gulerødder – ofte også med flødeskum og tyttebærsyltetøj. En anden er vepřo-knedlo-zelo, hvilket betyder svinekød-knödel-sauerkraut.
Efter kommunismens fald og den nye åbenhed er de traditionelle tjekkiske restauranter blevet suppleret med en lang række restauranter fra hele verden, herunder alle de store internationale fastfoodkæder.
Tjekkiets nationaldrik er øl. Befolkningen har i mange år haft det suverænt største ølforbrug pr. indbygger i verden og ligger ca. 40% foran Østrig og Tyskland, som er på anden- og tredjepladsen (tal fra 2010). Ølnavnene pilsner og budweiser stammer fra de tjekkiske byer Plzeň og České Budějovice. Pilsner og mørk lagerøl er de dominerende typer. De kendes som svetle (lys) tmave (mørk) eller cerne (sort). Mange af de større bryggerier er blevet opkøbt af udenlandske koncerner, men der er stadig mange mellemstore og små lokale bryggerier tilbage. Tjekkiet producerer også lidt vin. Især i den sydlige del Mæhren, men også i et område nord for Prag ved byen Melnik, der produceres også mange lokale drikke med højere alkoholprocent. Den mest kendte er likøren Becherovka fra kurbyen Karlovy Vary.

### Højtider og fester
Ved påske er det er tradition, at dekorere de hårdkogte æg i mange farver. Desuden bager tjekkerne et særligt påskebrød Mazanec, som er sødt gærbrød med rosiner og gul farve. Det spises påskemorgen i skiver. Samme dej bruges også ved juletid. Valborgsaften Pálení čarodějnic, 30. april, er en dag for fællesskabet, hvor man sammen tænder store bål og brænder hekse af (svarende til dansk Sankthans). Festen slutter med at riste pølser i gløderne. Allehelgensdag Památka zesnulých, 2. november, er der stor tradition for at stille lys på gravene for at mindes de døde. Til jul, Vánoce, spiser tjekkerne julaften karpe med kartoffelsalat. Karperne er opdrættet i dambrug og de sælges levende på gaden, hvor de svømmer rundt i store baljer. De slagtes normalt på stedet. Efter maden lægger man julegaverne under juletræet.